# Новая Синявка
Новая Синявка (укр. Нова Синявка) — село в Хмельницком районе Хмельницкой области Украины.
Население по переписи 2001 года составляло 1198 человек. Почтовый индекс — 31433. Телефонный код — 3850. Занимает площадь 5,991 км². Код КОАТУУ — 6824484001.

## Местная власть
31400, Хмельницкая обл., Хмельницкий р-н, пгт Старая Синява